# Félix Éboué
Adolphe Sylvestre Félix Éboué (Cayenne, 26 december 1884 – Caïro, 17 mei 1944) was een Frans gouverneur en leider van de Vrije Fransen. Hij was de eerste persoon van Afrikaanse oorsprong die tot gouverneur van een Franse kolonie werd benoemd.
In 1940 werd Éboué aangesteld als gouverneur van Tsjaad. Op 8 juni koos hij partij voor Charles de Gaulle, en op 26 augustus koos de kolonie Tsjaad partij voor de Vrije Fransen. Hij overtuigde alle koloniën van Frans-Equatoriaal-Afrika om partij te kiezen voor de Vrije Fransen. Op 30 december 1940 werd hij geïnstalleerd als gouverneur-generaal van Frans-Equatoriaal-Afrika.
Éboué overleed in 1944 in Caïro. In 1949 werd Éboué herbegraven in het Panthéon als eerste zwarte man.

## Biografie
Éboué werd op 26 augustus 1884 geboren in Cayenne, Frans-Guyana als kleinzoon van slaven. In 1901 kreeg hij een studiebeurs om aan het Lycée Michel-Montaigne in Bordeaux te studeren. Vervolgens studeerde hij aan de École coloniale in Parijs waar hij in 1908 slaagde in de rechtswetenschappen.

## Koloniaal administrator
Éboué zou worden aangesteld als administrator in Madagaskar, maar ruilde met een klasgenoot en vertrok naar Oubangui-Chari, Frans-Congo (tegenwoordig: Centraal-Afrikaanse Republiek) waar hij op 21 januari 1909 aankwam. Hij had goede contacten met de plaatselijke opperhoofden, maar voerde een beleid gebaseerd op culturele assimilatie, eiste soms dwangarbeid en schuwde militaire operaties tegen opstandige stammen niet. In 1922 trouwde hij met Eugénie Tell in Saint-Laurent-du-Maroni, Frans-Guyana. In 1927 werd hij geridderd in het Legioen van Eer.
In 1932 werd Éboué aangesteld als secretaris-generaal van Martinique. Van 15 juli 1933 tot 23 augustus en van 6 juli 1933 tot januari 1934 was hij ad-interim gouverneur. In 1934 werd hij secretaris-generaal van Frans-Soedan (tegenwoordig: Mali). In 1936 werd hij als eerste persoon van Afrikaanse oorsprong tot gouverneur van Guadeloupe benoemd. Tijdens zijn gouverneurschap probeerde hij de levensomstandigheden te verbeteren voor de werkers van de suikerfabrieken en implementeerde hij veel hervormingen van de regering van het Volksfront. Maar hij had ook vijanden gemaakt in Martinique en hij werd in 1938 aangesteld als gouverneur van Tsjaad, een van de armste landen van het Franse Rijk.

## Tweede Wereldoorlog

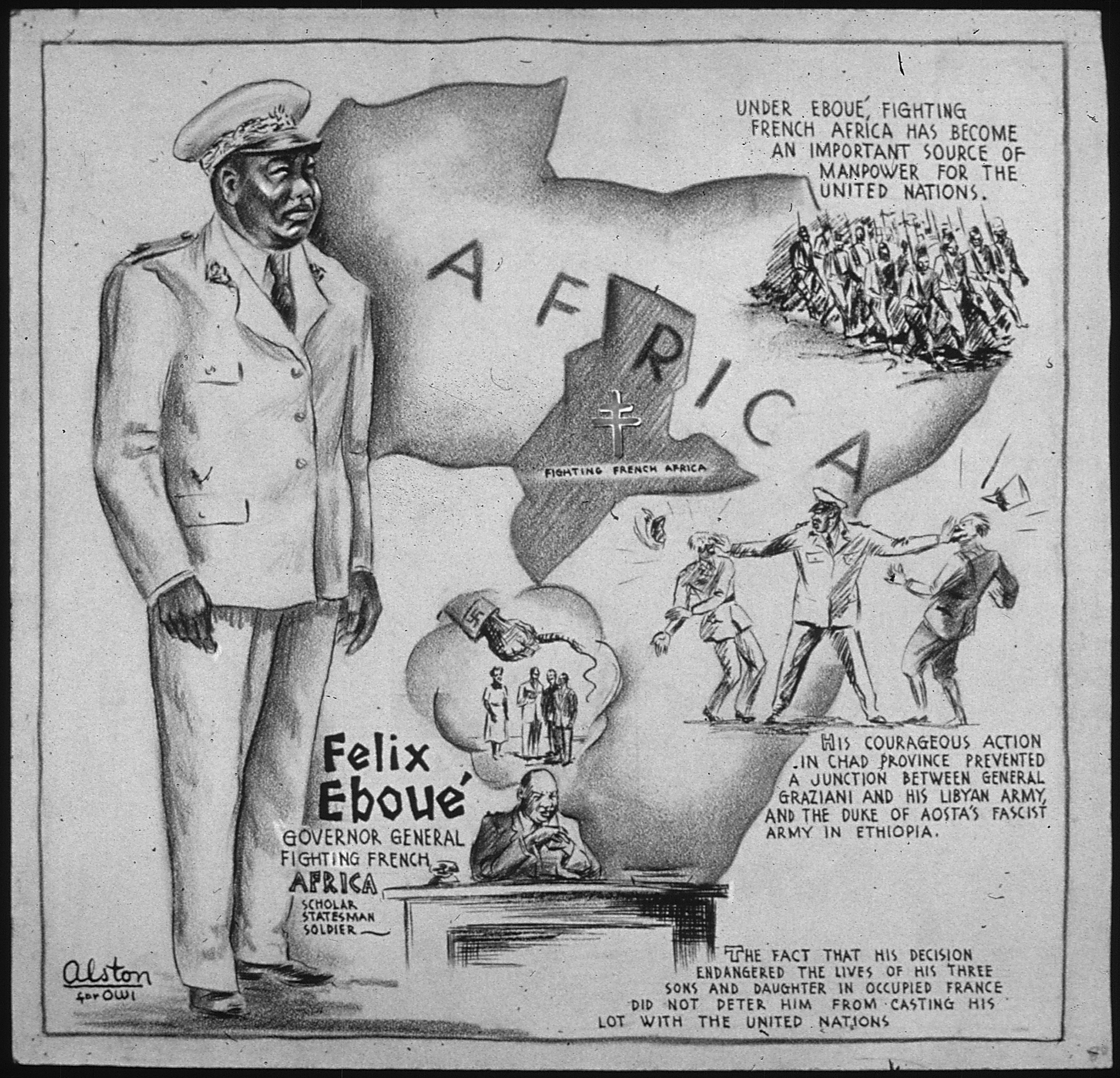
Propaganda cartoon van Charles Alston (1943)

In Tsjaad hield Éboué zich voornamelijk bezig met de aanleg van wegen. Tijdens de Slag om Frankrijk werd hij depressief en diende zijn ontslag in, maar het ontslag werd geweigerd. Na de val van Frankrijk had hij geprobeerd contact te krijgen met de Britse gouverneur van Nigeria, maar het contact werd geweigerd. Op 18 juni 1940 verklaarde Éboué publiekelijk zijn loyaliteit aan Charles de Gaulle. De regering van Vichy-Frankrijk was van plan de gouverneur-generaal van Frans-Equatoriaal-Afrika te vervangen, hetgeen Charles de Gaulle en Winston Churchill noodzaakte met spoed militairen naar Afrika te sturen.
Op 26 augustus verklaarde de kolonie Tsjaad loyaliteit aan de Vrije Fransen en de Britse regering. Vertegenwoordigers van de Gaulle waren op 27 augustus in Kameroen dat zich ook loyaal verklaarde. Op 28 augustus vond een staatsgreep plaats in Frans-Congo en verklaarde de nieuwe regering zijn loyaliteit aan de Vrije Fransen. Op 29 augustus volgde Gabon, maar de gouverneur krabbelde later terug, en koos pas in november definitief de kant van de Vrije Fransen.
Op 15 oktober arriveerde de Gaulle in Fort-Lamy (tegenwoordig: N'Djamena) om een bespreking te voeren met Éboué over de oorlog. Op 9 november informeerde de Gaulle Éboué dat hij hem wilde aanstellen als gouverneur-generaal van Frans-Equatoriaal-Afrika en dat de Britse regering daarmee akkoord was gegaan. Op 30 december 1940 kwam Éboué in Brazzaville aan, en werd geïnstalleerd als gouverneur-generaal. Hij organiseerde een leger van 40.000 man en zorgde er voor dat de meeste fabrieken overgingen op oorlogsproductie. Hij begon een studie naar een nieuwe inheemse politiek. In 1944 werd de Conferentie van Brazzaville georganiseerd waarin de relatie van Frankrijk met zijn koloniën grondig werd herzien, maar Éboué bleef een voorstander van culturele assimilatie.

## Overlijden
In 1944 vertrok Éboué naar Egypte voor een verlof. Op 17 mei 1944 overleed hij in Caïro aan een beroerte op 59-jarige leeftijd.
Op 28 september 1948 werd een wetsvoorstel aangenomen dat Éboué moest worden herbegraven in het Panthéon te Parijs. In 1949 werd hij bijgezet in de Tempel der Onsterfelijken als eerste zwarte man.
- Bibliothèque nationale de France: cb11995772q (data)
- Gemeinsame Normdatei: 123809053
- International Standard Name Identifier: 0000 0000 8389 8063
- Library of Congress Control Number: n85126762
- Base Léonore: 19800035/68/8381
- Nationale Bibliotheek van Israël: 987007274085405171
- Nederlandse Thesaurus van Auteursnamen: 068691610
- SNAC: w6vd7z90
- Système universitaire de documentation: 07134490X
- Virtual International Authority File: 66476493
- WorldCat: E39PBJdrGwqWP7XJGcgDfj7yh3

1791: Honoré Gabriel de Riqueti, graaf van Mirabeau · Voltaire · 
1793: Louis-Michel Lepeletier de Saint-Fargeau · Auguste Marie Henri Picot de Dampierre · 
1806: François Denis Tronchet · Claude-Louis Petiet ·
1807: Jean-Baptiste-Pierre Bevière · Louis-Joseph-Charles-Amable d'Albert de Luynes · Jean-Étienne-Marie Portalis · Louis-Pierre-Pantaléon Resnier · 1808: Antoine-César de Choiseul-Praslin · Jean-Frédéric Perregaux · Jean-Pierre Firmin Malher · Pierre Jean Georges Cabanis · François Barthélemy Beguinot ·
1809: Girolamo Luigi Durazzo · Jean-Baptiste Papin · Joseph-Marie Vien · Pierre Garnier de Laboissière · Justin Bonaventure Morard de Galles · Jean-Pierre Sers · Emmanuel Crétet ·
1810: Louis Charles Vincent Le Blond de Saint-Hilaire · Jean Lannes · Giovanni Battista Caprara · Charles Pierre Claret de Fleurieu · Jean-Baptiste Treilhard ·
1811: Nicolas Marie Songis des Courbons · Charles Erskine de Kellie · Alexandre-Antoine Hureau de Sénarmont · Michel Ordener · Louis Antoine de Bougainville · Ippolito Antonio Vincenti-Mareri · 
1812: Jan Willem de Winter · Jean Marie Pierre Dorsenne · Auguste Jean-Gabriel de Caulaincourt · 
1813: Joseph-Louis Lagrange · Jean-Ignace Jacqueminot · Hyacinthe-Hughes Timoléon de Cossé-Brissac · Justin de Viry · Jean Rousseau · Frédéric Henri Walther · 
1814: Jean-Nicolas Démeunier · Jean Louis Ébenezel Reynier · Claude Ambroise Régnier · 
1815: Claude Juste Alexandre Legrand · Antoine-Jean-Marie Thévenard ·
1829: Jacques-Germain Soufflot ·
1885: Victor Hugo ·
1889: Théophile Malo Corret de La Tour d'Auvergne · Lazare Carnot · Jean-Baptiste Baudin · François Séverin Marceau ·
1894: Marie François Sadi Carnot ·
1907: Marcellin Berthelot ·
1908: Émile Zola ·
1920: Léon Gambetta ·
1924: Jean Jaurès ·
1933: Paul Painlevé ·
1948: Paul Langevin · Jean Perrin ·
1949: Félix Éboué · Victor Schoelcher ·
1952: Louis Braille ·
1964: Jean Moulin ·
1987: René Cassin ·
1988: Jean Monnet ·
1989: Henri Grégoire · Gaspard Monge · Nicolas de Condorcet ·
1995: Marie Curie · Pierre Curie ·
1996: André Malraux ·
2002: Alexandre Dumas père ·
2018: Simone Veil en haar man